# 奥尔杜省
奥尔杜省（土耳其语：Ordu il）是位于土耳其北部黑海沿岸的一个省，面积5,894平方公里，首府奥尔杜。